# Alonso de Nava
Alonso de Nava (Sevilla , Corona de Castilla c. 1520s - Santiago de Guatemala 1590 ) fue un español originario de Sevilla que se desempeñó como alcalde mayor de San Salvador de 1581 a 1586, siendo el primero en ser designado por el monarca español para gobernar dicha provincia.

## Biografía
Alonso de Nava nació probablemente por la década de 1520s en la ciudad de Sevilla como hijo de Alonso de Guillén y Catalina de Nava. Varios años después contraería matrimonio con Juana de Godoy.
En el año de 1554 se trasladaría en barco con su esposa al Virreinato de Nueva España. Años después quedaría viudo, y posteriormente regresaría a España y se volvería a casar con Ana Cabeza de Baca y Montufar.
El 24 de abril de 1580, por real provisión dada por el rey Felipe II, fue designado como alcalde mayor de San Salvador; asimismo el monarca español emitió otras cuatro reales cédulas, en la primera en la primera se le da permiso para trasladarse a San Salvador y llevar tres esclavos, en la segunda es para que los oficiales reales de Sevilla lo dejasen pasar al reino de Guatemala (donde se encontraba la alcaldía mayor de San Salvador) con cuatro criados, en la tercera se le da permiso para llevar armas (específicamente, seis espadas, seis dagas, seis arcabuces, seis montantes y dos de las demás armas de cada género), y la cuarta es para que se le permita hacer el viaje al Virreinato de Nueva España.
Nava tomaría posesión del cargo de alcalde mayor de San Salvador en el año de 1581. Una de las primeras acciones que realizó fue el de prohibirle a los alcaldes ordinarios de San Salvador que portasen la vara de justicia cuando salieran de la ciudad; lo cual molestó al cabildo de San Salvador (que contaba como uno de sus alcaldes ordinarios a Gaspar Núñez de Guzmán), que envió un aviso a la Real Audiencia de Guatemala; dicho aviso sería visto por el presidente-gobernador y capitán general de Guatemala Diego García de Valverde y el oidor Alonso de Villanueva, quienes el 4 de noviembre de 1581 revocaron lo ordenado por Nava.
Durante su mandato en San Salvador, Nava sufrió un atentado, cuyo hechor sería sentenciado el 9 de diciembre de 1585 a pagar 1000 ducados y a servicio de galera.
Nava sería depuesto de su cargo por violencia y abusos contra los indígenas. Posteriormente se trasladaría a Santiago de Guatemala, donde en 1586 el doctor Alonso Elix de Casso lo ejecutaría por cierta deuda que le tenía. Su esposa testaría en 1590 donde mencionaría que era viuda.